# Pavel Ernest Jablonský
Pavel Ernst Jablonský (28. prosince 1693 – 13. září 1757) byl německý teolog a orientalista. Jeho otcem byl biskup Jednoty Bratrské Daniel Ernst Jablonský.
Zabýval se koptštinou a životem Koptů a jejich významem pro starozákonní studia. Je autorem řady vědeckých spisů, např. Pantheon Aegyptiorum sive de diis eorum commentarius.